# Mikel Bermejo
Mikel Bermejo Felipe (San Sebastián, 7 de agosto de 1991), conocido como Mikel Bermejo es un cómico, guionista y presentador de diversos formatos. Ha trabajado de colaborador y guionista tanto en televisión como radio.
Dentro de la comedia, con sus espectáculos "Vasco Light" y "Ahí va la hostia" ha actuado en bares, pubs, discotecas, plazas de pueblo, locales de comedia, teatros, y ha presentado eventos, galas, entregas de premios y bodas.

## Biografía
Mikel nació en Hospital de San Sebastián el 7 de agosto de 1991. Vivió en Lasarte-Oria desde su nacimiento hasta terminar el bachillerato en 2010, a excepción desde 1994 a 1997, años en los cuales vivió en Torrecillas de la Tiesa, en Cáceres. En 2012, Mikel se trasladó a Madrid, donde cursó el TAFAD en el IES Pío Baroja, y se tituló en 2014, en el máster de "Guión de Entretenimiento y Ciencia Ficción" avalado por la ECAM y la Universidad de Ortega y Gasset.

## Trayectoria laboral

### Televisión y Radio
Mikel comenzó su trayectoria laboral en el programa Likes #0 haciendo unas prácticas de guion, desde agosto a octubre de 2016, gracias a la oportunidad de Juan Ibáñez, Damián Mollá y Jorge Marrón de "3 Calaveras Huecas", donde trabajó de la mano de Raquel Sánchez Silva, El Monaguillo y Javier Cansado. Tras esto, fue guionista de “El Hormiguero”, a través de "3 Calaveras Huecas”, desde octubre de 2016 a diciembre de 2017.
Desde diciembre de 2020 hasta junio de 2022 estuvo en el programa de "Mister Underdog" haciendo su preshow y de colaborador en la edición de verano "Summerdog". Al mismo tiempo, desde enero hasta mayo de 2021 colaboró en el programa "Qué Fuerte Tía" haciendo secciones de Roast al invitado del programa.
En radio comenzó en diciembre de 2017 hasta enero de 2018 trabajando en EITB, como guionista y presentador del programa "Fakenews". También fue colaborador y guionista en el programa en castellano "y punto" (febrero 2018 - marzo de 2020), colaborador en 
"dida fresh" junto a Antton Telleria y Julen Telleria (junio 2019 – septiembre 2019) y en "Egunak Egin Du" (septiembre 2019 – febrero 2020).

### Comedia en Stand Up
Comenzó su andadura por los micros abiertos de Madrid en 2011 junto Pablo Ibarburu y Susi Caramelo, consiguiendo sacar su primera hora de show en 2015.
En finales de 2017 sacó el formato “Vasco light”, espectáculo donde trata de romper los tópicos vascos. En 2020 crea el formato “Ahí va la hostia”, un anecdotario de situaciones cotidianas mezclándolas con humor.
Desde sus comienzos, ha compartido escenario con nombres como Juan Ibáñez, Damián Mollá y Jorge Marrón, JJ Vaquero, Alex Clavero, Susi Caramelo, Pablo Ibarburu y Dani Mateo. Actualmente se encuentra en “El golfo Comedy Club”, donde mezcla la categoría de monólogo puro con improvisación “Crowd work”.

## Curiosidades
- Una de sus actuaciones de "Ahí va la hostia" la realizó en una iglesia, y presentó la boda de Oro de Salvatore Orlando, fundador de "Tomates Orlando".
- En su paso por "el Hormiguero" destaca: bailar la gasolina con Daddy Yankee,[7] enseñar Euskera a Jessica Chastain.[8]

## Biografía
Mikel nació en Hospital de San Sebastián el 7 de agosto de 1991. Vivió en Lasarte-Oria desde su nacimiento hasta terminar el bachillerato en 2010, a excepción desde 1994 a 1997, años en los cuales vivió en Torrecillas de la Tiesa, en Cáceres. En 2012, Mikel se trasladó a Madrid, donde cursó el TAFAD en el IES Pío Baroja, y se tituló en 2014, en el máster de "Guión de Entretenimiento y Ciencia Ficción" avalado por la ECAM y la Universidad de Ortega y Gasset.

## Trayectoria laboral

### Televisión y Radio
Mikel comenzó su trayectoria laboral en el programa Likes #0 haciendo unas prácticas de guion, desde agosto a octubre de 2016, gracias a la oportunidad de Juan Ibáñez, Damián Mollá y Jorge Marrón de "3 Calaveras Huecas", donde trabajó de la mano de Raquel Sánchez Silva, El Monaguillo y Javier Cansado. Tras esto, fue guionista de “El Hormiguero”, a través de "3 Calaveras Huecas”, desde octubre de 2016 a diciembre de 2017.
Desde diciembre de 2020 hasta junio de 2022 estuvo en el programa de "Mister Underdog" haciendo su preshow y de colaborador en la edición de verano "Summerdog". Al mismo tiempo, desde enero hasta mayo de 2021 colaboró en el programa "Qué Fuerte Tía" haciendo secciones de Roast al invitado del programa.
En radio comenzó en diciembre de 2017 hasta enero de 2018 trabajando en EITB, como guionista y presentador del programa "Fakenews". También fue colaborador y guionista en el programa en castellano "y punto" (febrero 2018 - marzo de 2020), colaborador en 
"dida fresh" junto a Antton Telleria y Julen Telleria (junio 2019 – septiembre 2019) y en "Egunak Egin Du" (septiembre 2019 – febrero 2020).

### Comedia en Stand Up
Comenzó su andadura por los micros abiertos de Madrid en 2011 junto Pablo Ibarburu y Susi Caramelo, consiguiendo sacar su primera hora de show en 2015.
En finales de 2017 sacó el formato “Vasco light”, espectáculo donde trata de romper los tópicos vascos. En 2020 crea el formato “Ahí va la hostia”, un anecdotario de situaciones cotidianas mezclándolas con humor
Desde sus comienzos, ha compartido escenario con nombres como Juan Ibáñez, Damián Mollá y Jorge Marrón, JJ Vaquero, Alex Clavero, Susi Caramelo, Pablo Ibarburu y Dani Mateo. Actualmente se encuentra en “El golfo Comedy Club”, donde mezcla la categoría de monólogo puro con improvisación “Crowd work”.

## Curiosidades
- Una de sus actuaciones de "Ahí va la hostia" la realizó en una iglesia, y presentó la boda de Oro de Salvatore Orlando, fundador de "Tomates Orlando".
- En su paso por "el Hormiguero" destaca: bailar la gasolina con Daddy Yankee,[7] enseñar Euskera a Jessica Chastain[8]